# مات فينلاي
مات فينلاي هو لاعب كرة قدم كندية كندي، ولد في 28 سبتمبر 1962 في تورونتو في كندا.